# آنالیسا بوچی
آنالیسا بوچی (انگلیسی: Annalisa Bucci؛ زادهٔ ۲۹ ژانویهٔ ۱۹۸۳) ورزشکار هنرهای رزمی ترکیبی اهل ایتالیا است.